# 2-メチル-3-(メチルチオ)フラン
2-メチル-3-(メチルチオ)フラン（英: 2-Methyl-3-(methylthio)furan）は、フランの誘導体の一種で、化学式C6H8OSで表される化合物である。

## 性質
加熱したベーコンなどに含まれ、調理した食肉の香りを形成する成分の一つであると考えられている。引火点は59℃であり、日本の消防法では危険物第4類第二石油類に区分される。